# 哈立德·穆扎夫
哈立德·穆扎夫（阿拉伯语：‎；1978年6月12日—），科威特男子射击运动员，1998年亚洲运动会男子多向飞碟团体金牌得主、2006年亚洲运动会男子多向飞碟团体金牌得主和男子多向飞碟铜牌得主、2014年亚洲运动会男子多向飞碟团体银牌得主。